# Schmuckflughuhn
Das Schmuckflughuhn (Pterocles decoratus) ist ein in Afrika beheimatetes Flughuhn und gehört zu den Eigentlichen Flughühnern (Pterocles).
Der Vogel kommt in Äthiopien, Kenia, Somalia, Tansania und Uganda vor.
Der Lebensraum umfasst offene trockene Savanne, buschbestandenes Grasland, mitunter auch in dichtem Dornengebüsch mit Pfaden bis 1600 m Höhe.
Das Artepitheton kommt von lateinisch decorare ‚schmücken, verzieren‘.

## Merkmale
Die Art ist 23–28 cm groß und wiegt zwischen 140 und 210 g. Charakteristisch ist der vertikale schwarze Streifen von der Stirn bis zur Kehle reichend. Der Vogel ähnelt etwas dem Kronenflughuhn (Pterocles coronatus) und dem Madagaskar-Flughuhn (Pterocles personatus) mit dem kurzen Schwanz und der schwarzen Maske beim Männchen, unterscheidet sich aber durch schwärzlich abgesetzte Unterseite mit weißem Querband. Das Weibchen ist fast vollständig gebändert, gefleckt und gestreift mit Ausnahme von einfarbig gelblichem Kinn, Kehle und Brustband. Die ausgedehnte Gesichtsmaske ist weiß abgegrenzt und geht in einen langen schwarz-weißen Überaugenstreif über, der Augenring ist gelb, der Schnabel kräftig gelb beim Männchen, gräulich beim Weibchen. Jungvögel entsprechen den Weibchen, sind aber auf dem Rücken dunkler gebändert. Im Flug kontrastiert die grau-gelbliche Flügelunterseite mit der dunklen Körperunterseite.

## Geografische Variation
Es werden folgende Unterarten anerkannt:
- P. d. ellenbecki Erlanger, 1905, – Süden Äthiopiens und Somalias bis Nordkenia und Nordostuganda
- P. d. decoratus Cabanis, 1868, Nominatform – Südosten Kenias und Osten Tansanias
- P. d. loveridgei (Friedmann, 1928) – Südwesten Kenias und Zentraltansania. Die frühere Unterarzt katharinae aus der Ikomaregion gilt als ununterscheidbar von loveridgei und nicht mehr als Subspecies.[4]

## Stimme
Der Ruf im Fluge wird als ein plötzliches „wop‘dela wiiii“ beschrieben, mit einem Pfeifton ausklingend sowie als taubenähnliches rhythmische Dreitonfolge „what-wa-wha“. In einer Gruppe rufen die Vögel gleichzeitig und erzeugen ein Dauergeräusch.

## Lebensweise
Die Nahrung besteht aus Pflanzensamen, hauptsächlich Leguminosen und Raublattgewächsen. Die Art sammelt sich an Wasserlöchern in den frühen Morgen- und späten Abendstunden und trinkt in der ersten Morgenhälfte.
Die Brutzeit liegt zwischen Mai und Dezember, hauptsächlich zwischen Juni und August. Das Nest ist eine einfache Kuhle auf dem Boden. Das Gelege besteht aus 2, meist 3 Eiern.

## Gefährdungssituation
Der Bestand gilt als nicht gefährdet (Least Concern).